# Червяков, Ефим Степанович
Ефим Степанович Червяков (1906, ст. Журавская — 1990, Киев) — советский военный летчик, военачальник, участник Гражданской войны в Испании, командир авиационной дивизии во время Великой Отечественной войны, полковник.

## Биография
В 1918 году окончил 4 класса сельской школы. В 1931 году окончил Краснодарскую советскую партийную школу.
15 мая 1931 года призван в РККА Краснодарским городским военным комиссариатом. В том же году окончил курсы по подготовке среднего командира при военной школе имени Ленина в городе Детское село. В 1932 году окончил Ворошиловградскую школу пилотов.
После окончания школы пилотов командовал звеном штурмовиков Р-5ССС. С 19 ноября 1936 года по июль 1937 года командовал отрядом штурмовиков 15-й штурмовой группы республиканских ВВС. Лично nроизвел 36 боевых вылетов. 2 января 1937 года награждён орденом Красного Знамени. В 1938 году присвоено знание капитана. 5 февраля 1939 года присвоено звание майора. Командовал 9-й штурмовой эскадрильей Гомельской авиабригады в Белорусском военном округе.
9 января 1942 года назначен командиром 96-й смешанной авиационной дивизии Дальневосточного фронта. 27 июля 1942 года назначен командиром 149-й истребительной дивизии ПВО Дальневосточной зоны ПВО. Руководил формированием и комплектованием дивизии. 16 октября 1942 года присвоено звание подполковника.
В июле 1944 года назначен заместителем командира 330-й истребительной авиационной дивизии. Руководил действиями подразделений дивизии и обеспечивал взаимодействие их с наземными частями 3-го Прибалтийского фронта во время проведения Псковско-Островской операции и «за обеспечение боевой работы соединений в успешно проведенных операциях» награждён орденом Отечественной войны I степени.
В августе-октябре 1944 года руководил частями дивизии при проведении Тартурской и Рижской наступательных операций и 5-20 октября 1944 года временно командовал 927-м истребительным авиационным полком. Совершил 14 боевых вылетов и 13-14 октября во время прикрытия переправ через реку Западная Двина в районе города Рига сбил два истребителя FW-190. «За умелое руководство боевой работой подчиненных частей в произведенных 4089 боевых вылетах, лично произведенные 14 успешных боевых вылетов и сбитые 2 самолёта противника» награждён вторым орденом Красного Знамени.
На заключительном этапе войны в должности заместителя командира дивизии участвовал в Инстербургско-Кёнигсбергской, Восточно-Прусской, Кёнигсбергской и Земландской операциях. 12 января 1945 года был допущен к временному командованию 129-й истребительной авиационной дивизией, затем вновь был заместителем командира 330-й истребительной авиадивизии.
8 марта 1946 года присвоено звание полковника. 5 ноября 1946 года награждён орденом Красной Звезды. В 1948 году окончил курсы усовершенствования командиров и начальников штабов. В январе 1951 г. назначен командиром 237-й истребительной авиационной дивизии
19 ноября 1951 года награждён третьим орденом Красного Знамени. В августе 1953 года уволен в запас.